# جيد مثل متزوج
جيد مثل متزوج هو فيلم أبيض وأسود كوميدي أمريكي إنتاج عام 1937 من إخراج إدوارد بوزيل وبطولة جون بولس ودوريس نولان ووالتر بيدجون. تم توزيع الفيلم من قبل شركة يونيفرسال بيكتشرز. بدأ التصوير في ديسمبر 1936. تدور احداث الفيلم حول رجل يسعى من أجل تجنب دفع فاتورة ضريبية كبيرة، الزاوج من سكرتيرته وينتهي به الأمر في حبها.

## فريق التمثيل
- جون بولس في دور الكسندر درو
- دوريس نولان في دور سيلفيا باركر
- والتر بيدجون في دور فريزر جيمس
- تالا بيريل في دور الأميرة شيري بولادوف
- آلان موبراي في دور والي
- كاثرين ألكسندر في دور ألما بورنسايد
- إستر رالستون في دور ملكة جمال دانفورث
- إرنست كوسارت في دور كوين
- ماري فيليبس في دور لورا
- دوروثيا كينت في دور بوشي
- ديفيد أوليفر في دور إرني
- هاري دافنبورت في دور جيسوب
- بيلي كينت شايفر في دور صفحة
- إلسا كريستيانسن في دور جان ستافورد
- ريتا جولد في دور سيدة بائعة